# Sesił Karatanczewa
Sesił Karatanczewa (bułg. Сесил Каратанчева, ur. 8 sierpnia 1989 w Sofii) – bułgarska tenisistka, w latach 2009–2014 reprezentująca Kazachstan. Znana ze skandalu dopingowego podczas wielkoszlemowego Roland Garros 2005.

## Kariera tenisowa
Jest zawodniczką praworęczną z oburęcznym bekhendem. Pochodzi ze sportowej rodziny – ojciec Radosław Karatanczew był mistrzem Bułgarii w wioślarstwie, matka mistrzynią kraju w siatkówce. Siostry - Lia i Alexa również są tenisistkami. Trenuje częściowo pod kierunkiem ojca i w tenisowej akademii Nicka Bollettieriego na Florydzie.
Pierwsze zwycięstwo turniejowe – w cyklu rozgrywek Międzynarodowej Federacji Tenisowej – odniosła w 2003, rok później debiutowała w cyklu WTA Tour. Ze względu na wiek liczba jej startów w tych rozgrywkach była ograniczona. Na turnieju w Indian Wells osiągnęła III rundę, pokonując znane rywalki Alexandrę Stevenson i Magüi Sernę, a przegrywając z Rosjanką Mariją Szarapową. W sierpniu 2004 debiutowała w imprezie wielkoszlemowej – na US Open przegrała w I rundzie z późniejszą zwyciężczynią Swietłaną Kuzniecową. Jednocześnie uczestniczyła w rywalizacji juniorek i w tej kategorii triumfowała we French Open.
W 2005 uzyskiwała jeszcze lepsze rezultaty, które pod koniec sezonu dały jej awans do czołowej pięćdziesiątki rankingu światowego (nr 35 w listopadzie 2005). Była w ćwierćfinałach turniejowych w Gold Coast, San Diego i przede wszystkim w wielkoszlemowym French Open. Na turnieju paryskim, gdzie była najmłodszą ćwierćfinalistką w Wielkim Szlemie od czasu Martiny Hingis (1996), pokonała m.in. rozstawione Shinobu Asagoe i Venus Williams, a odpadła z Rosjanką Jeleną Lichowcewą. Wartość tego osiągnięcia została jednak zrujnowana wynikami testów antydopingowych. W grudniu 2005 francuskie pismo „L'Equipe” poinformowało o prawdopodobnym przypadku dopingu. Karatanczewa odrzucała oskarżenia tłumaczeniami o zajściu w ciążę, ale w styczniu 2006 została zdyskwalifikowana na dwa lata przez Międzynarodową Federację Tenisową.
Jej powrót w 2008 okazał się wielkim sukcesem. Wygrała m.in. turniej ITF w Arizonie i w La Quincie. Od swojego powrotu wygrała 16 spotkań z rzędu nie ponosząc żadnej porażki. W Memphis zagrała pierwszy raz od powrotu w eliminacjach do imprezy rangi WTA Tour. Przegrała jednak z Haną Šromovą w dwóch setach. Dzięki „dzikiej karcie” zagrała w turnieju głównym imprezy w Fez. Doszła tam do drugiej rundy, pokonując w pierwszym pojedynku Elenę Baltachę.
Jeszcze przed dyskwalifikacją debiutowała w 2005 w reprezentacji narodowej w Pucharze Federacji. W 2009 roku skorzystała z propozycji kazachskiej federacji tenisowej i rozpoczęła oficjalnie występować w barwach Kazachstanu. W pierwszym turnieju, w Brisbane, grając jako kwalifikantka, przegrała w drugiej rundzie. Podczas Australian Open również przeszła eliminacje i została pokonana w drugiej rundzie przez Peng Shuai.

## Finały turniejów WTA
| Legenda                | Legenda |
| ---------------------- | ------- |
| Wielki Szlem           |         |
| Igrzyska olimpijskie   |         |
| WTA Tour Championships |         |
| 1988 – 2008            |         |
| Kategoria I            |         |
| Kategoria II           |         |
| Kategoria III          |         |
| Kategoria IV           |         |
| Kategoria V            |         |

### Gra podwójna 1 (0-1)
| Końcowy wynik | Nr | Data          | Turniej     | Nawierzchnia | Partnerka    | Przeciwniczki                    | Wynik finału |
| ------------- | -- | ------------- | ----------- | ------------ | ------------ | -------------------------------- | ------------ |
| Finalistka    | 1. | 20 lipca 2008 | Bad Gastein | Ceglana      | Nataša Zorić | Andrea Hlaváčková Lucie Hradecká | 3:6, 3:6     |

## Wygrane turnieje rangi ITF
| turnieje z pulą nagród 100 000 $   |
| turnieje z pulą nagród 75/80 000 $ |
| turnieje z pulą nagród 50/60 000 $ |
| turnieje z pulą nagród 25 000 $    |
| turnieje z pulą nagród 15 000 $    |
| turnieje z pulą nagród 10 000 $    |

### Gra pojedyncza
|    | Data       | Turniej    | Naw.     | Przeciwniczka               | Wynik         |
| 1. | 28/09/2003 | Wolos      | Dywanowa | Cwetana Pironkowa           | 6:4, 2:6, 6:2 |
| 2. | 19/10/2003 | Carcavelos | Ceglana  | Rosa-Maria Andres-Rodriguez | 7:5, 6:3      |
| 3. | 14/12/2003 | Shenzhen   | Twarda   | Zheng Jie                   | 7:5, 1:6, 6:3 |
| 4. | 05/12/2004 | Palm Beach | Ceglana  | Sania Mirza                 | 3:6, 6:2, 7:5 |
| 5. | 20/01/2008 | Surprise   | Twarda   | Angela Haynes               | 6:2, 4:6, 6:4 |
| 6. | 03/02/2008 | La Quinta  | Twarda   | Sandra Klösel               | 6:4, 7:5      |
| 7. | 13/11/2011 | Phoenix    | Twarda   | Michelle Larcher de Brito   | 6:1, 7:5      |
| 8. | 17/09/2017 | Las Vegas  | Twarda   | Elica Kostowa               | 6:4, 4:6, 7:5 |
| 9. | 17/02/2019 | Surprise   | Twarda   | Coco Gauff                  | 5:7, 6:3, 6:1 |

## Finały juniorskich turniejów wielkoszlemowych

### Gra pojedyncza (1)
| Końcowy wynik | Rok  | Turniej     | Nawierzchnia | Przeciwniczka   | Wynik finału |
| Zwyciężczyni  | 2004 | French Open | Ceglana      | Mădălina Gojnea | 6:4, 6:0     |